# Steigkoppe
Die Steigkoppe ist ein 502 Meter hoher Berg im Spessart im bayerischen Landkreis Aschaffenburg. Sie gehört zum Höhenzug der Eselshöhe.

## Geographie
Der bewaldete Berg liegt direkt am Eselsweg zwischen Jakobsthal und Laufach. Er befindet sich etwa 1,5 km südwestlich vom Forsthaus Engländer. Der Gipfel selbst liegt im Sailaufer Forst auf gemeindefreiem Gebiet. Südlich davon entspringt der Kehrbach und im Tal westlich des Gipfels liegen die Quellen des Sailaufbaches. An den Nordosthängen bei Jakobsthal befindet sich der topographisch höchste Punkt der Heigenbrückener Gemeindegemarkung.